# Andizan (stad)
Andizan (Oezbeeks: Andijon) is een stad in het zuidoosten van de Vallei van Fergana in het oosten van Oezbekistan en is de bestuurlijke en culturele hoofdstad van de gelijknamige provincie. De stad heeft 318.439 inwoners (schatting 1 januari 2005), waarmee het de vierde stad van het land is.
De stad ligt vlak bij de grens van Kirgizië, op 45 kilometer van Osj en 447 kilometer van Tasjkent aan de Andizan-Sayrivier (zijrivier van de Syr Darja).

## Geschiedenis
Algemeen wordt aangenomen dat de stad is gesticht in de 9e eeuw. Uit wetenschappelijk onderzoek is echter gebleken dat de stad meer dan 2000 jaar oud moet zijn. 
Andijon was vroeger een belangrijke stopplaats aan op de zijderoute tussen de (nu) Tadzjiekse stad Chodzjand en de nu Chinese stad Kashgar. Het lag toen tussen de machtige Perzische en Chinese rijken.
In de 15e eeuw werd de stad benoemd tot provinciehoofdstad.
De stad werd het meest bekend, doordat Zahiruddin Babur, de stichter van het Mogolrijk er werd geboren in 1483. In 1989 werd een museum in de stad geopend ter nagedachtenis van hem.
In de 18e en 19e eeuw maakte de stad deel uit van het Kanaat Kokand. In 1876 werd de stad veroverd door de Russische generaal Michail Skobelev, om een opstand tegen de khan neer te slaan. Andizan werd toen onderdeel van de oblast Fergana. In 1898 brak er een opstand uit tegen de Russische tsaar, onder leiding van de ishan van het nabijgelegen dorp Min-Tyube. Hierbij werd het Russische garnizoen aangevallen, waarbij enkele doden vielen. Deze opstand werd door de troepen van tsaar Nicolaas II echter vrij eenvoudig neergeslagen.
De stad ligt in een sterk seismisch actieve zone. In 1902 werd de stad getroffen door een zware aardbeving, waarbij bijna de hele stad vernietigd werd en meer dan 4000 mensen omkwamen. Mede daardoor zijn er slechts weinig gebouwen van voor de 20e eeuw terug te vinden in de stad. Alleen de minaret van Jami Madrassah heeft de aardbeving overleefd.
Op 13 mei 2005 vond er een opstand plaats in de stad in verband met de toenemende onvrede over de armoede en werkloosheid onder dictator Islom Karimov. Bij deze opstand werden meer dan 2000 gevangenen bevrijd en werd onder andere opgeroepen tot aftreden van Karimov. De aanzet tot de opstand was gegeven door de islamistische beweging Akramiya. President Karimov zette echter het leger in, dat de opstand bloedig onderdrukte met enkele honderden doden tot gevolg.

## Economie
Andizan is een industriestad, met als belangrijkste sectoren de elektronische, textiel- en levensmiddelenindustrie. Ook worden er machines geproduceerd voor de katoenbewerking.
De stad ligt midden in een geïrrigeerd gebied, waar katoen, zijde en fruit worden verbouwd. Ook wordt er aardgas en aardolie gewonnen.

## Geboren
- Natalja Sjykolenko (1964-2025), atlete
- Faat Zakirov (1974), wielrenner
- Hasanboy Doesmatov (1993), bokser